# Stadius (cratère)
Pour les articles homonymes, voir Stadius.
Stadius est un cratère d'impact, presque entièrement détruit par les coulées de lave basaltique, situé sur la face visible de la Lune. Il se trouve au sud-ouest du cratère Eratosthenes et à l'extrémité nord de la Mare Insularum et du golfe Sinus Aestuum. À l'ouest se trouve le cratère Copernic. Seule la bordure nord-ouest du cratère Stadius reste presque intacte et s'étend jusqu'au contour du cratère Eratosthenes.
En 1935, l'union astronomique internationale a donné le nom de l'astronome et mathématicien flamand, Joannes Stadius à ce cratère lunaire.

## Cratères satellites
Les cratères dit satellites sont de petits cratères craterlets situés à proximité du cratère principal, ils sont nommés du même nom mais accompagné d'une lettre majuscule complémentaire (même si la formation de ces cratères est indépendante de la formation du cratère principal). Par convention ces caractéristiques sont indiquées sur les cartes lunaires en plaçant la lettre sur le point le plus proche du cratère principal. Liste des cratères satellites de Stadius :
| Stadius | Latitude | Longitude | Diamètre |
| ------- | -------- | --------- | -------- |
| A       | 10.4° N  | 14.8° W   | 5 km     |
| B       | 11.8° N  | 13.6° W   | 6 km     |
| C       | 9.7° N   | 12.8° W   | 3 km     |
| D       | 10.3° N  | 15.3° W   | 4 km     |
| E       | 12.6° N  | 15.6° W   | 5 km     |
| F       | 13.0° N  | 15.7° W   | 5 km     |
| G       | 11.2° N  | 14.8° W   | 5 km     |
| H       | 11.6° N  | 13.9° W   | 4 km     |
| J       | 13.8° N  | 16.1° W   | 4 km     |
| K       | 9.7° N   | 13.6° W   | 4 km     |
| L       | 10.1° N  | 12.9° W   | 3 km     |
| M       | 14.7° N  | 16.5° W   | 7 km     |
| N       | 9.4° N   | 15.7° W   | 5 km     |
| P       | 11.8° N  | 15.2° W   | 6 km     |
| Q       | 11.5° N  | 14.8° W   | 4 km     |
| R       | 12.2° N  | 15.2° W   | 6 km     |
| S       | 12.9° N  | 15.5° W   | 5 km     |
| T       | 13.2° N  | 15.7° W   | 7 km     |
| U       | 13.9° N  | 16.4° W   | 5 km     |
| W       | 14.1° N  | 16.4° W   | 5 km     |